# Погонич звичайний
Погонич звичайний (Porzana porzana) — вид птахів з роду Погонич родини Пастушкові. В Україні гніздовий, перелітний птах.

## Опис
Загальна довжина сягає довжиною 21—25 см, вага — 80-130 г. Голова маленька. Дзьоб короткий, конусоподібний, прямий. Крила короткі, дещо округлі, з 10 першорядними маховими пір'ями. Ноги довгі з довгими пальцями.
Помітно темніше і трохи менше деркача. Спинна сторона темно-бура із чорними плямами і білими крапками, черевна — сіра з білими цятками, підхвістя світле. Райдужна оболонка червонувато- або жовтувато-бура. Дзьоб червоний в основі та жовтувато-сірий на кінці. Ноги жовтувато-зелені.

## Спосіб життя

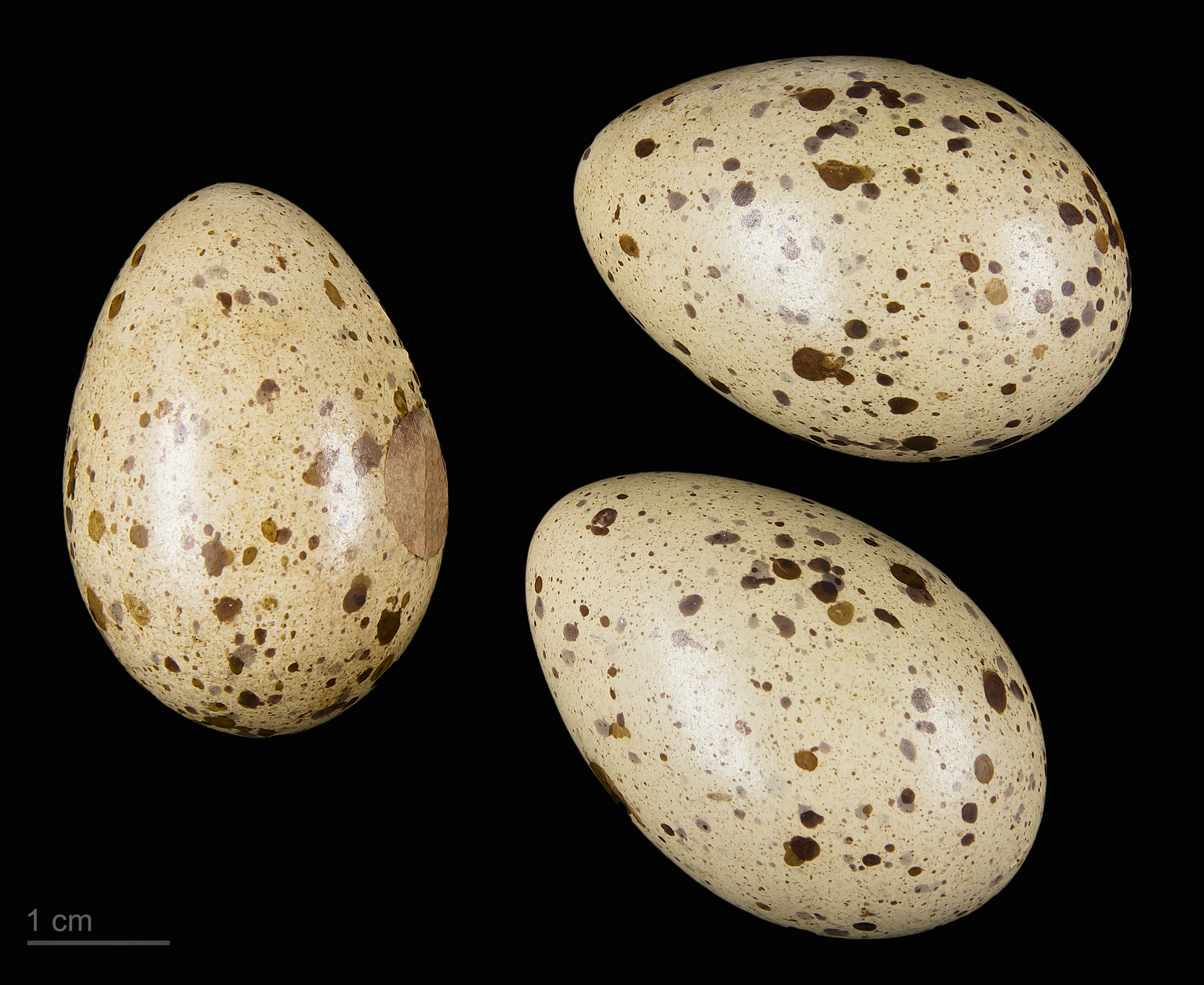
Яйця звичайного погонича в оологічній колекції, Тулузький музей

Полюбляє зарослі берега озер, заболочені луги. Живиться дрібними безхребетними, рідше мальками риб, при нагоді падлом. Полює в очеретах і на мілинах.
Погонич прилітає в квітні. У цей час можна почути його дзвінкий, мелодійний свист.
Гніздиться в очеретяних, осокових і чагарникових заростях стоячих водойм, тихих річкових затонів, на болотах, сирих луках. Найбільш охоче гніздиться по вогких луках, у грудкуватих болотах, а також на порослих густою травою і осокою хитких мохових болотах і торфорозробках, де вузькі смуги відкритої води чергуються з сухими брівками, вкритими осокою, молодими берізками, сосонками і вільховим чагарником.
Гніздо зазвичай розміщується на невеликий купині серед сирої, порослої травою луки, рідше — у сухому очереті, осоці або на купині серед дрібної води болота. На сирих луках гніздо будує з сухих стебел і листя злаків. Якщо гніздо поміщає в очереті, внутрішні стінки його споруджує зі стебел трав, зовнішні — з широкого сухого листя очерету. Днищем гніздо торкається землі або водної поверхні і буває добре сховано рослинністю зверху. Гніздо порівняно невелике, але має глибокий лоток і високі стінки. Діаметр гнізда 130–150 мм, глибина лотка до 90 мм.
У травні — першій половині червня відбувається відкладання яєць. Кладка складається з 7-15 яєць розміром 29-37х22-27 мм, охристого, глинистого, рідше блідо—зеленого кольору з рідкісними бурими і ясно-сірими плямами. Насиджування триває 18—21 добу. У липні з'являються пташенята, які починають літати у віці 7—8 тижнів. Відліт проходить у вересні, але запізнілих особин можна побачити і в жовтні.

## Розповсюдження
Мешкає в Європі (від північної Іспанії до європейської частини Росії — на сході, південної Норвегії, Швеції, Фінляндії — на півночі, України, Румунії, Молдови — на півдні), в Азії (західний Сибір — до Туви, західний Казахстан). Не дуже часто зустрічається в деяких районах Великої Британії, Азербайджану та Ірану. Зимує в Індії, Східній та Південній Африці.